# Abernathy (Texas)
Abernathy je město na hranicích okresů Lubbock County a Hale County ve státě Texas ve Spojených státech amerických. K roku 2010 zde žilo 2 805 obyvatel. S celkovou rozlohou 3,2 km² byla hustota zalidnění 880 obyvatel na km².